# Eupithecia duplex
Eupithecia duplex är en fjärilsart som beskrevs av Sterneck 1931. Eupithecia duplex ingår i släktet Eupithecia och familjen mätare. Inga underarter finns listade i Catalogue of Life.